# Melania Cuc
Melania Cuc (n. 22 iunie 1946, Bistrița-Năsăud, România) este jurnalist, membru al Uniunii Scriitorilor din România, membru al Societății Ziariștilor din România, membru al Academiei Artelor, Științei și Literaturii, Oradea, membru al Asociației Scriitorilor de Limbă Română din Québec.

## Biografie
Melania Cuc a absolvit Școala Tehnică de Horticultură din Bistrita (1959-1965), a urmat cursurile Universității Dalles din Bucuresti, secția Literatura română și universală (1973). Deține un atestat în Management Editorial, eliberat de Ministerul Culturii, București, (1996). În ultimii ani a fost redactor la revista (electronică) AGERO din Stuttgart și realizator programe la TV Bistrița si AS TV Bistrita.  In prezent este redactor la revistele literare Vatra Veche din Tg.Mureș și Boema din Galați. Pasionată de pictură, a avut mai multe expoziții personale, în țară (București, Sighișoara, Târgu Mureș, Bistrița etc) și în străinătate (Barcelona, Londra). Are lucrări în colecții personale din: România, SUA, Canada, Italia, Israel, Germania, Ungaria. Este Cetățean de Onoare al Comunei Teaca.

## Activitatea literară
Melania Cuc a debutat în publicistică în 1962, în cotidianul „Făclia” din Cluj. Colaborări intense (1975-1989) la Radio România (cu tablete, reportaje literare etc.). A fost redactor la editura „Bir Contact” București, secretar general de redacție la publicația „Curierul Sănătății” și redactor la „Flagrant”, iar din 1998, șef al subredacției „Transilvania de Nord” pentru săptămânalul  TOP BUSINESS, apoi la cotidianul RǍSUNETUL din Bistrița. A fondat și coordonat publicațiile: „Gazeta de Cernavodă” , „Gazeta de Medgidia” (1991) și  „Șapte zile bistrițene” (2004). Debut radiofonic (cu grupaj de poezii) la Radio România în 1972. Debut literar: Luceafărul, 1973, cu poemul  „Plopii în Ardeal”. A publicat grupaje de poezie, eseuri și reportaje literare în Luceafărul, România Literară, Contemporanul, Flacăra, Femeia, Pentru Patrie, Tribuna Informația Bucureștiului, suplimentul Scânteii Tineretului, Munca, Săptămâna, Litera Nordului, Convorbiri literare, Familia nr.11/122007 , nr.76- 2006,  Grai, Vatra Veche , Boema,  etc. A realizat emisiuni la AS TV din Bistrița și Radio Transilvania din Bistrita, Redactor la mai multe reviste  clasice și online, printre care: Agero din Stuttgart, Germania, Boema din Galați Romania, Vatra Veche din Tg.Mureș.

## Volume publicate
- Peisaj Lăuntric - poeme, Editura Litera, București, 1988 (80 pag.) Comanda tipografică 364 din 1987
- Dincolo de jertfă și iubire - poeme, Târgoviște, Editura Macarie, 1991 (54 pag.) ISBN 973-96765-0-2
- Impozit pe dragoste - roman, Editura Macarie, Târgoviște, 1999 (250 pag.) ISBN 973-9373-48-1
- Vine Moș Crăciun - poezie pentru copii, Bistrița, Editura Răsunetul, 1999 (50 pag.) ISBN 973-98802-1-5
- Galaxii paralele - eseuri, Bistrița, Editura G. Coșbuc, 2000 (100 pag.) ISBN 973-98802-1-5
- Destin - proză biografică, Bistrița, Editura Răsunetul, 2000 (Ediția I si II)  (200 pag.) ISBN 973-98802-2-3
- Tablete contra disperării - eseuri, Editura Aletheia , Bistrița, 2002 (100 pag.) ISBN 973-8182-24-7
- Cinând cu Dracula - roman, Bistrița, Editura Aletheia, 2003 (400 pag.) ISBN 973-8182-29-8
- Biografia unui miracol - proză, Bistrița, Editura G. Cosbuc, 2003 (200 pag.) ISBN 973-86555-6-0
- Versuri scrise pe zăpadă - poezii pentru copii, Bistrița, Editura G. Cosbuc, 2003 (50 pag.) ISBN 973-8655498
- www.rebel 2004.ro - eseuri, Bistrița, editura G. Coșbuc, 2004 (100 pag.) ISBN 973-86555-5-2
- Căsuța cu povești - versuri pentru copii, Bistrița, Editura G. Coșbuc, 2005 (50 pag.)
- Șotron, eseuri, Bistrița, editura G. Coșbuc, 2005 (100 pag.) ISBN 973-86555-6-0
- Fructul oprit - roman, Bistrița, Editura Karuna, 2006 (400 pag.), 2006, ISBN 10 973-87765-2-X ISBN 978-87765-2-4
- Iisus din podul bisericii - proză, Cluj Napoca, Editura Limes, 2006 (100 pag.) ISBN 10973-726-159-3 ISBN 13 978-973-726-159-5
- Fără nume - tablete–șotron, Editura George Coșbuc, Bistrița, 2007 (100 pg.) ISBN 973-87555-9-5
- Femeie în fața lui Dumnezeu - roman, Editura Eikon din Cluj Napoca, 2007 (240 pag.)ISBN 978-973-757-056-7
- Grral - roman, Editura Nico din Tg. Mureș, 2007 (280 pag.) ISBN 978-973-1728-44-5
- Miercurea din cenușă - roman, Editura ZIP din București, 2008 (430 pag.) ISBN 978-973-88849-0-8
- Dantela de Babilon - roman, Editura Nico din Tg. Mureș, 2009 (250 pag.) ISBN 978-973-1947-90-7
- Autoportret - poeme, Editura Nico, Tg. Mureș, 2010 (108 pg.) ISBN 978-606-546-040-9
- Lebăda pe asfalt - poeme, Editura Anamarol, Bucuresti, 2010 (100 pag.) ISBN 978-606-8049-36-6
- Jurnalul de la Lăpușna - jurnal, Editura Nico, Tg. Mures, 2010 (100 pag.) ISBN 978-606-546-082-9
- Vânătoare cu șoim - tablete-șotron, Editura Dacia XXI, Cluj-Napoca, 2010 (100 pag.)ISBN 978-606-92485-5-3
- Via Dolorosa - poeme, Editura Nico, Tg. Mureș, 2011, 105 pagini, ISBN 978-606-546-169-7
- Alb pe negru - critică literară, Editura NICO Tg.Mureș, 2011, ISBN 978-606-546-146-8
- Cartea cu coperți de aer, dialoguri cu Menuț Maximinian, Editura Nic0, Tg.Mureș, 2011, ISBN 978-606-586-114-2
- Vara leoaicei, roman, Editura ZIP, București, 2011,220 pag, ISBN 978-606-92722-4-4
- Monade, poeme, Editura Karuna, Bistrița,română și italiana, traducător si cooautor Luca Cipolla, Italia. 55 pagini, ISBN 978-606-586-228-9
- Estuare cu autograf, cronici literare, Editura Karuna, Cluj Napoca, 196 pagini, ISBN 978-606-586-277-7
- Mersul pe apă, poeme, Editura NICO, Tg Mures, 2013, 101 pagini, ISBN 978-606-546-282-3 821.135.1-1
- Graal, poeme, Editura TipoMoldova, Iasi, 2013, 540 pagini, ISBN 978-606-676-381-3
- Roșu cardinal , roman, 329 pag. Editura Karuna Cluj Napoca, 2015 ISBN 978-606-586-272-2 821135.1-31
- Sare pe rană, poeme, Editura Karuna, Bistrita, 2014, 106 pagini, ISBN 978-606-586-238-8
- Cine îmi va citi gândurile? Antologie poeme, Editura  TipoMoldova, 2013, 442 pagini, ISBN 978-606-339-4
- Absint, poeme, 165 pagini, 2016, Editura Karuna Cluj Napoca, ISBN 978-606-586-333-0
- Strelitzia, poeme ,76 pagini, Editura Nico, Tg.Mureș, ISBN 978-606-546-283-2
- Cei de pe apa Zugului, roman, 300pag., Editura Vatra Veche, Tg.Mureș, 2018
- Triada, poeme, 100 pagini, Editura Vatra Veche. Tg.Mureș, 2019.
- Păcatele dpmnului Abell, roman, 415 pagini, Editura Vatra Veche , Tîrgu Mureș, 2023. Isbn978-606-546-282-3 821-135.1

## Aparitii în antologii și alte volume colectiv
- Timpul poeziei, Time of poetry, antologie  bilingvă, Casa de Editura Odeon, Bucuresti, 2009, coordonator Nicolae Cacoveanu
- La Beclean  pe Someș cândva…, editura Clubul  Saeculum, 2004, volum coordonat de Aurel Podaru (proză)
- Antologia  Scriitorilor de Limba română din Quebec, Canada, Editura ASLRO Canada, 2009 ( proză)
- Valori ale patrimoniului bisericesc, marturie de credinta si artă,  antologie de Nicolae Băciuț, Editura  Nico, 2007,( proză)
- Patruzeci de poeți bistrițeni contemporani, antologie de Ioan Cioba,  Editura Aletheia, 2001( poeme)
- Dincoace de capitală, dincolo de provincie, ( interviuri) volum  coordonat de Nicolae Băciuț , 2007.
- Mărturisirea de credință literară, Editura Carpatia Press , 2006, volum coordonat de Artur Silvestri ( eseu)
- Poem pentru orașul natal, Editura George Coșbuc, 2002, volum coordonat de  Dumitru Munteanu ( poezie)
- Personalități române și faptele lor, 1050-2000, Editura Venus, 2006, volum coordonat de Constantin Toni Dârțu ( biografie)
- Al nouălea cer,- antologie  a grupării de scriitori Litera Nordului, coordonator Dumitru Munteanu, Editura George Coșbuc,2009-11-23
- Clipe de prietenie, autor Virginia Brănescu, Editura Karuna, 2009, reflecții despre  cărțile M. C.
- Exerciții de normalitate, volum de intreviuri realizat de Monica Muresan, Editura Kriterion, 2009
- Scriitori  la frontiera dintre milenii, referințe critice, autor Aureliu Goci, la pagina 31 despre MC, Editura Betta București, ISBN 978-973-88570-8-7
- Pretexte, Antologie Dictionar de Scriitori din Bistrita Nasaud. Editura Eikon,2008
- Testament - Antologie de poezie română modernă / Testament - Anthology of modern romanian verse, coordonator Daniel Ioniță ( Australia) Editura Minerva, București, 368 pagini, ISBN 978-973-21-1006-5
- CONEXIUNI , antologie ,Editura Karuna 2010, ISBN 978-6-6-586-015-5
- CĂLĂTORIE în lumea viselor, antologie poezie pentru copii, Editura Inspirescu, 2013, ISBN 978-606-93569-4-4

## Premii literare recente
- 1986 - Premiul II pe Municipiul București, concursul de Poezie CÂNTAREA ROMÂNIEI (președinte de juriu - Eugen Frunză)
- 1989 - Premiul II la publicistică, în concursul național organizat de Redacția CLOPOTUL din Botoșani
- 1988 - Premiul Editurii Minerva pentru Poezie, la Festivalul de literatură MOȘTENIREA VĂCĂREȘTILOR, Târgoviște (președinte de juriu - Mircea Horia Simionescu)
- 1988 - Premiul revistei LUCEAFĂRUL la concursul de Poezie GEORGE COȘBUC, Bistrița
- 1987 - Premiul revistei CÂNTAREA ROMÂNIEI pentru Poezie, la Concursul național de Poezie PANAIT CERNA - Tulcea (președinte juriu - Laurențiu Ulici)
- 1987 - Premiul GEORGE COȘBUC pentru Poezie, la Festivalul de Poezie GEORGE COȘBUC, Bistrița (președinte juriu - Ioan Oarcăsu)
- 1987 - Premiul Revistei FLACĂRA la concursul național de Creație literară, organizat de Consiliul Județean Brăila (președintele juriului - Fănuș Neagu)
- 1987 - Premiul Revistei TRIBUNA, pentru Poezie, la Festivalul  de literatură MOȘTENIREA VĂCĂREȘTILOR, Târgoviște (președintele juriului - Mircea Horia Simionescu)
- 1999 - DIPLOMĂ DE EXCELENȚĂ acordată de FER- Bistrița, pentru  contribuția adusă în peisajul cultural artistic al județului Bistrița Năsăud
- 2001 - Premiul Special al Juriului pentru romanul CINÂND CU DRACULA, la Saloanele LIVIU REBREANU,  Bistrița (președintele juriului - Olimpiu Nusfelean)
- 2001 - Diploma de Onoare, acordată de PRM și FER, Filialele Bistrița Năsăud, pentru activitate literară
- 2002 - Premiul Special pentru VOLUMELE publicate, la concursul de proză LIVIU REBREANU,  Bistrița ( membru al juriului - Nicolae Gheran)
- 2003 -  PREMIUL pentru ESEU la Concursul Național de poezie și eseu, Octavian Goga
- 2003 - Diplomă de Onoare, pentru activitate culturală deosebită, acordată de Casa de Cultură a Municipiului Bistrița
- 2002 - Premiul ziarului Răsunetul, la Concursul pentru VOLUM, Festivalul de Poezie GEORGE COȘBUC, Bistrița
- 2003 - DIPLOMĂ și Premiul I, acordate în Concursul național de proză LIVIU REBREANU (președintele juriului - Mihai Sin)
- 2006 - Membru de onoare al Societății Culturale ANTON PANN din municipiul Râmnicu-Vâlcea
- Premiul Municipiului Bistrița pentru Literatură pe anul 2007
- Premiul pentru Literatură ,,Romuls Guga” pentru volumul Graal, aordat de  Direcția de Cultură Mureș, 2007
- Medalia ,,Crucea celui de Al Doilea Război Mondial” pentru  promovarea romanismului prin literatură, acordata de Asociația Veteranilor de Razboi, în decembrie 2008
- 2006 - Membru de onoare al Fundației Culturale EMANOIL GOJDU, Oradea
- Diplomă și Titlul de Femeia Europeană, pentru Cultura europeană